# ジョルジュ・レーケンス
ジョルジュ・レーケンス（Georges Leekens、1949年5月18日 - ）は、ベルギー出身の元サッカー選手、現サッカー指導者。選手時代のポジションはディフェンダーであり、激しいタックルが持ち味だった。選手時代はベルギー代表であり、監督としてもベルギー代表監督を務めた。

## 選手経歴
クラブ・ブルッヘで長くプレー、5度のリーグ優勝を経験した。
1975年にベルギー代表デビュー、1978年までに3試合に出場した。

## 指導者経歴
1984年にサークル・ブルッヘ監督に就任して指導者の道に進むと、就任初年度の1984-85シーズンにはベルギー・カップ優勝を果たした。1989年から1991年まで古巣クラブ・ブルッヘの監督を務め、1989-90シーズンにはジュピラーリーグ優勝、1990-91シーズンにはベルギー・カップ優勝を果たした。1995年から1997年まではREムスクロンを指揮し、好成績を収めた。1997年1月にはベルギー代表監督に就任し、1998 FIFAワールドカップ・ヨーロッパ予選を指揮。プレーオフではアイルランド共和国に勝利して本大会出場を決めた。フランスで開催された1998 FIFAワールドカップ本大会ではグループ3位に終わり、決勝トーナメント進出を逃したことで解任された。
2003年、アルジェリア代表の監督に就任したが短期間で退任した。2009年5月29日、KVコルトレイクと3年契約を結んで監督に就任した。2010年5月、ベルギー代表のディック・アドフォカート監督が退任してロシア代表監督に転任したため、5月11日、レーケンスはコルトライク監督を辞任し、UEFA EURO 2012までの契約で再びベルギー代表監督に就任した。UEFA EURO 2012予選では中盤戦までにドイツに次ぐグループ2位の座をキープし、2011年4月12日、契約を2014年まで延長した。結局UEFA EURO 2012本大会出場はかなわず、2012年5月13日、クラブ・ブルッヘと3年契約を交わし、クリストフ・ダウム監督の後任として再び監督に就任することが発表された。2012-13シーズン序盤は10戦無敗と好調だったが、2012年10月から11月にかけて4連敗を喫したことから、11月4日、成績不振により解任された。2014年、チュニジア代表の監督に就任した。2016年10月、アルジェリア代表の監督に再び就任したが、アフリカネイションズカップ2017予選の敗退を受け、2017年1月24日に辞任した。2017年10月30日、ハンガリー代表の監督に就任した。

## 家族
1966年に体操競技のベルギー王者に輝いたルイ・レーケンスはジョルジュの従兄弟である。現在、ルイはヘンクにある体操競技選手養成学校で後進の指導に当たっている。

## 代表歴

### 試合数
- 国際Aマッチ 3試合 0得点（1975年-1978年）[2]

| ベルギー代表 | 国際Aマッチ | 国際Aマッチ |
| 年           | 出場        | 得点        |
| ------------ | ----------- | ----------- |
| 1975         | 1           | 0           |
| 1976         | 1           | 0           |
| 1977         | 0           | 0           |
| 1978         | 1           | 0           |
| 通算         | 3           | 0           |